# Estadimetría
La estadimetría es un método aproximado de medición de distancias usando instrumentos topográficos ópticos como el teodolito o el equialtímetro (comúnmente llamado nivel óptico) y en otros tiempos, la plancheta, etc.
Para medir estadimétricamente, estos instrumentos cuentan en su retículo, además de los dos hilos principales el horizontal y el vertical para la bisección, otros dos hilos secundarios llamados estadimétricos situados sobre el hilo vertical.

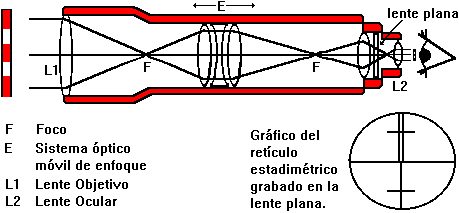
Sistema óptico y retículo de un instrumento topográfico.

Con la ayuda de un jalón se leen en forma aproximada la cantidad de franjas de 25cm que bisectan estos dos hilos estadimétricos. Esta lectura, multiplicada por 100 (constante estadimétrica) da la distancia aproximada al punto marcado con el jalón.
En forma análoga, con ayuda de una mira de nivelación, se leen ambos hilos estadimétricos, se calcula la diferencia entre ambas lecturas y se la multiplica por 100, obteniendo nuevamente la distancia aproximada al punto donde se encuentra la mira.
Método estadimétrico: 
Es un método sumamente simple y era ampliamente usado, antes de la aparición de los medios electrónicos como las estaciones totales, electrodistanciómetros y el G.P.S., si bien su precisión no alcanzaba la requerida para un levantamiento catastral, era usado normalmente en trabajos topográficos, esto quiere decir que si bien no podía ser usado durante el amojonamiento de un lote o manzana, o para replantear los cimientos de un edificio, sí era usado con toda confianza para efectuar el relevamiento de un lote o una superficie que debía ser representada en un plano, o para medir una distancia en un lugar donde los obstáculos hacían imposible la utilización de una cinta.
Se basa en la relación de igualdad existente entre el foco del sistema óptico del aparato utilizado (teodolito o nivel) (F) y la distancia entre los hilos estadimétricos del retículo (H); por un lado y la distancia entre el centro del sistema óptico con la mira (D) y el trozo de mira comprendido entre las lecturas de los hilos superior e inferior (L). 

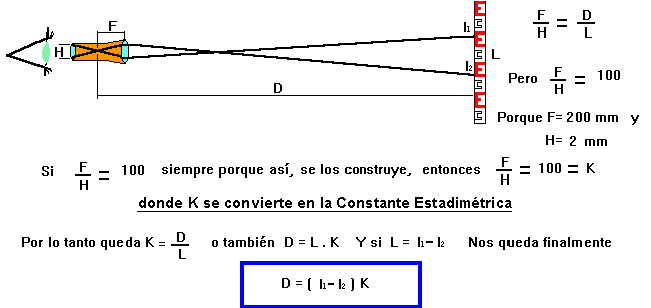
Método estadimétrico.

En definitiva la distancia obtenida es igual a la lectura mayor, 
menos la lectura menor, multiplicado por cien.